# 劉功澍
劉功澍（？—？），中國清朝官員，本籍中國湖南。劉功澍於1848年（道光28年）接替張啟煊，於台灣擔任台灣府台灣縣知縣。管轄約今台灣南部之嘉義縣、嘉義市、台南縣、市全境及高雄縣部份區域。該區域面積約為4500平方公里，也是清治時期台灣島之漢人集中地所在。
| 前任： 張啟煊 | 台灣府台灣縣知縣 1848年上任 | 繼任： 胡國榮 |